# Gran Logia Mixta de Chile
La Gran Logia Mixta de Chile es una organización másonica de la República de Chile. Fundada en 1954 en Santiago de Chile, actualmente cuenta con más de 71 Logias y Triángulos, distribuidos dentro del territorio de Chile y Perú.

## Historia

### Antecedentes: La Masonería Mixta en Chile
La Gran Logia Mixta de Chile tiene sus raíces en el movimiento de la masonería mixta en Chile, que comenzó en 1929 con la llegada al país de la Orden Masónica Mixta Internacional Le Droit Humain - El Derecho Humano. Tras varias décadas de desarrollo de esta federación, un grupo de miembros decidió formar una obediencia nacional soberana.
La masonería mixta surge en Francia a fines del siglo XIX, impulsada por el deseo de integrar a la mujer en la práctica masónica en condiciones de igualdad. Este proceso culmina en 1893 con la fundación de la Orden Masónica Mixta Internacional Le Droit Humain, la primera obediencia que admitió formalmente a hombres y mujeres por igual. En 1921, el Gran Oriente de Francia, en una de sus Convenciones, reconoce a "Le Droit Humain" y establece relaciones amistosas con ella. 

### Fundación como Obediencia Soberana (1954)
Descontentos por la casi nula comunicación con Francia, una gran cantidad de hermanos liderados por Leonidas Durán en Santiago, y Daniel Fried en Valparaíso, decide independizarse del Derecho Humano y constituir una Orden Masónica Mixta de Chile, con carácter nacional. Sometida esta propuesta a todos sus miembros, una minoría decide continuar dependiendo del Supremo Consejo del Grado 33 de la Orden Masónica Mixta Internacional "Le Droit Humain" con sede en Francia, quebrándose sus relaciones y siendo expulsados de la sede principal de Catedral 2091 al ser minoría. Por razones obvias, las logias que conformaron esta nueva agrupación nacional mantuvieron sus archivos y documentos. 

### Consolidación y nombre actual
En la década de 1970, la Orden Masónica Mixta de Chile adopta el nombre de GRAN LOGIA MIXTA DE CHILE, denominación que mantiene hasta hoy.

## Organización y Presencia Actual

### Presencia Nacional e Internacional
La Gran Logia Mixta de Chile ha tenido un desarrollo y una presencia activa a nivel nacional e internacional contando con 5 logias en Perú (Lima y Arequipa) en Chile (Arica, Antofagasta, Copiapó, Caldera, Vallenar, La Serena, Valparaíso, Quillota, Villa Alemana, Santiago, Rancagua, Talca, San Javier, Chillán, Concepción, Los Ángeles, Traiguén y Temuco).

### Relaciones Interobedienciales
En el año 1961, se formó la Organización denominada "CLIPSAS", uniendo a Grandes Logias, Grandes Orientes, Federaciones, Jurisdicciones y Logias en países de los cinco continentes, siendo la más importante institución masónica de carácter mixto, internacional y liberal. Desde 1991 es miembro activo CLIPSAS (Centro de Comunicación e Información de las Potencias firmantes del Llamado de Estrasburgo), organización internacional de jurisdicciones soberanas francmasónicas de carácter liberal y adogmático.
La Gran Logia Mixta de Chile participa además de la Conferencia Masónica Americana (COMAM) organización a la que pertenecen diversas potencias masónicas continentales. Asimismo, con el ánimo de unir el pensamiento masónico en Chile, constituye la Unión Masónica de Chile (UMAC) con la Gran Logia Femenina, el Gran Oriente Latinoamericano y el Gran Oriente de Chile
En el Tercer Milenio, la Gran Logia Mixta de Chile se propone reafirmar su desarrollo poniendo especial énfasis en la formación y la instrucción masónica de sus miembros, al tiempo de potenciarse como vía de conocimiento para todos aquellos hombres y mujeres que se encuentran en la búsqueda de respuestas para sus inquietudes más trascendentes siguiendo el legado de aquellos francmasones visionarios que por la década de 1920 soñaron con integrar a la mujer a masonería universal.

## Grandes Maestros de la Gran Logia Mixta de Chile (1954-2020)
- Leonidas Durán Bernales 1954 - 1963
- Luis Brücher Encina 1963 - 1966 / 1979
- Raúl Díaz Montt 1967 - 1969
- Santiago Pérez Gómez 1969 - 1979
- Abelardo Moffat González 1980 - 1985
- Héctor Pardo Farfán 1986 - 1988
- Nélida Bernales Espinosa 1989 - 1994
- Sergio Troncoso del Campo 1995 - 2000
- Diego Lagomarsino Canessa 2001 - 2004
- Julio Encina Ortega 2004 - 2006
- Manuel Henríquez Bustamante 2007 - 2009
- Elena Alvarado Cortez 2010 - 2012
- Waldo López Belmar 2013 - 2018
- Margarita Carvajal Salinas 2019 - 2024
- Wenceslao Leiva Catalán 2025 - al presente